# زاليسوفو (ألطاي كراي)
زاليسوفو (بالروسية: Залесово) هي مدينة في مقاطعة ألطاي كراي في روسيا. يبلغ عدد سكانها حوالي 7723 نسمة.